# Осиновка (Дубровское сельское поселение)
Осиновка — деревня в Оханском городском округе Пермского края России.

## Географическое положение
Деревня расположена в западной части Оханского городского округа у дороги Оханск-Большая Соснова на расстоянии примерно 1 километр на северо-запад от села Дуброво. 

## История
С 2006 по 2018 год входила в состав Дубровского сельского поселения Оханского района. После упразднения обоих муниципальных образований стала рядовым населенным пунктом Оханского городского округа. 

## Климат
Климат умеренно - континентальный. Наиболее теплым месяцем является июль, средняя максимальная температура которого 24,8°С, а самым холодным январь со среднемесячной температурой - 17,3°С. Среднегодовая температура 2,1°С.

## Население
Постоянное население составляло 274 человека (97% русские) в 2002 году,  297 человек в 2010 году.    